# اسپرس گچ‌دوست
اسپرس گچ‌دوست، اسپرس هفت‌گِلی (نام علمی: Onobrychis gypsicola) نام یک گونه از سرده اسپرس است.